# Aragominas
Aragominas est une municipalité brésilienne située dans l'État du Tocantins.